# Гу Чаохао
Гу Чаохао (кит. спр. 谷超豪, піньїнь: Gǔ Chāoháo, 15 травня 1926 — 24 червня 2012) — китайський математик і фізик, академік  Китайської академії наук, президент  Науково-технічного університету Китаю (1988—1993).
Закінчив  механіко-математичний факультет МДУ.
Доктор фізико-математичних наук (1959). Був першим китайським вченим, який здобув ступінь доктора природничих наук.
У 2010 році отримав вищу державну премію КНР за досягнення у сфері науки і техніки.